# Estación Oliden
Oliden es una estación ferroviaria de la ciudad de Oliden, en el Partido de Brandsen, Provincia de Buenos Aires, Argentina.

## Servicios
La estación pertenece al ramal La Plata - Lezama.
No presta servicios de ningún tipo. El ramal fue clausurado en 1977.